# Micronicterinis
Els micronicterinis (Micronycterini) són una tribu de ratpenats fil·lostòmids formada per 6 gèneres i 17 espècies.

## Classificació
- Gènere Glyphonycteris
  - Ratpenat orellut de Behn (Glyphonycteris behnii)
  - Ratpenat orellut de Davies (Glyphonycteris daviesi)
  - Ratpenat orellut bru (Glyphonycteris sylvestris)
- Gènere Lampronycteris
  - Ratpenat orellut de Dobson (Lampronycteris brachyotis)
- Gènere Macrotus
  - Ratpenat orellut californià (Macrotus californicus)
  - Ratpenat orellut de Waterhouse (Macrotus waterhousii)
- Gènere Micronycteris
  - Micronycteris brosseti
  - M. giovanniae
  - Ratpenat orellut pilós (Micronycteris hirsuta)
  - Micronycteris homezi
  - Micronycteris matses
  - Ratpenat orellut brasiler (Micronycteris megalotis)
  - Micronycteris microtis
  - Ratpenat orellut de Gervais (Micronycteris minuta)
  - Micronycteris sanborni
  - Ratpenat orellut de Schmidt (Micronycteris schmidtorum)
- Gènere Neonycteris
  - Ratpenat orellut colombià (Neonycteris pusilla)
- Gènere Trinycteris
  - Ratpenat orellut de Niceforo (Trinycteris nicefori)